# TATTOO (나카모리 아키나의 노래)
〈TATTOO〉(타투)는 일본의 여가수 나카모리 아키나(中森明菜)의 21번째 싱글로 1988년 5월 18일에 발매되었다. (EP: L-1757, 8cmCD: 10SL-13) 작사는 모리 유리코(森由里子)가, 작곡은 세키네 안리(関根安里)가, 편곡은 록밴드 EUROX가 담당하였고 워너 파이오니어의 레이블로 출시되었다. B사이드곡은 〈소악마 (르 프아종)〉(일본어: 小悪魔（ル・プアゾン） 쇼아쿠마 루푸아존[*])으로, 작사는 아소 게이코(麻生圭子)가, 작곡은 니시무라 마사토시(西村麻聡)가, 편곡은 미야케 준(三宅純)이 도맡았다. 음악방송에서는 미니스커트를 입고 곡을 선보였는데, 정작 가수인 나카모리는 평상시에 미니스커트를 입는 것을 좋아하지 않았으나, 곡의 분위기에 어울릴 것 같아 입고 무대에 서기로 했다. 1988년 5월 30일, 오리콘 주간 싱글 차트에 1위로 처음 올라온 이후 6월 6일까지 2주 연속 1위를 달성하였다. 차트 톱100을 총 20주간 지켰고, 6월 오리콘 월간 싱글 차트 1위, 1988년 오리콘 연간 싱글 차트 13위를 기록했다.

## 수록곡
| #            | 제목                                               | 작사         | 작곡              | 편곡         | 재생 시간 |
| ------------ | -------------------------------------------------- | ------------ | ----------------- | ------------ | --------- |
| 1.           | 〈〈TATTOO〉〉                                     | 모리 유리코  | 세키네 안리       | EUROX        | 3:57      |
| 2.           | 〈〈소악마 (르 프아종)〉(小悪魔（ル・プアゾン）)〉 | 아소 게이코  | 니시무라 마사토시 | 미야케 준    | 3:50      |
| 총 재생 시간 | 총 재생 시간                                       | 총 재생 시간 | 총 재생 시간      | 총 재생 시간 | 7:47      |

## 수상
- 제7회 메갈로폴리스 가요제 - 팝스 대상, 팝스 메갈로폴리스상
- 제21회 전일본유선방송대상 (상반기) - 요미우리 테레비 최우수상
- 제30회 일본 레코드 대상 - 금상

## 발매 일정
| 버전                | 일정             | 레이블         | 포맷                         |
| ------------------- | ---------------- | -------------- | ---------------------------- |
| 〈TATTOO〉          | 1988년 5월 18일  | 워너 뮤직 재팬 | EP (L-1757), 8cmCD (10SL-13) |
| 〈TATTOO〉          | 1988년 12월 21일 | 워너 뮤직 재팬 | CT (10L5-4060)               |
| 〈TATTOO〉 (재발매) | 1998년 11월 26일 | 워너 뮤직 재팬 | 12cmCD (WPC6-8678)           |
| 〈TATTOO〉 (재발매) | 2008년 11월 12일 | 워너 뮤직 재팬 | 디지털 다운로드              |